# Рощанинов, Анатолий Александрович
Анатолий Александрович Рощанинов (1916—1979) — лейтенант Советской Армии, участник Великой Отечественной войны, Герой Советского Союза (1943).

## Биография
Анатолий Рощанинов родился 3 декабря 1916 года в деревне Иссад (ныне — Волховский район Ленинградской области). Окончил среднюю школу. В 1937—1940 годах проходил службу в Рабоче-крестьянской Красной Армии, участвовал в боях советско-финской войны. В 1941 году Рощанинов повторно был призван в армию и направлен на фронт Великой Отечественной войны.
К сентябрю 1943 года сержант Анатолий Рощанинов командовал сапёрным отделением 40-го отдельного моторизованного понтонно-мостового батальона 7-й гвардейской армии Степного фронта. Отличился во время битвы за Днепр. 27 сентября 1943 года Рощанинов за восемь часов совершил 10 рейсов между берегами Днепра в районе села Бородаевка Верхнеднепровского района Днепропетровской области Украинской ССР, переправив в общей сложности целый пехотный батальон со всем вооружением, что способствовало успешному удержанию плацдарма на его западном берегу.
Указом Президиума Верховного Совета СССР от 20 декабря 1943 года за «образцовое выполнение боевых заданий командования на фронте борьбы с немецкими захватчиками и проявленные при этом мужество и героизм» сержант Анатолий Рощанинов был удостоен высокого звания Героя Советского Союза с вручением ордена Ленина и медали «Золотая Звезда» за номером 1513.
В 1946 году Рощанинов был демобилизован, позднее получил звание лейтенанта запаса. Проживал в Москве, после окончания совпартшколы работал на приборостроительном заводе. Активно занимался общественной деятельностью. Умер 6 января 1979 года, похоронен на Хованском кладбище Москвы.
Был также награждён орденом Трудового Красного Знамени и двумя орденами Красной Звезды, рядом медалей.